# La familia mansión
La familia mansión, llamado The Mansion Family en la versión original, es un episodio perteneciente a la undécima temporada de la serie animada Los Simpson, emitido por primera vez en la cadena FOX el 23 de enero de 2000. Fue escrito por John Swartzwelder, dirigido por Michael Polcino y la estrella invitada fue Britney Spears como sí misma. En el episodio, los Simpson van a vivir por un tiempo a la mansión del Sr. Burns.

## Sinopsis
Todo comienza cuando, en los Premios Anuales del Orgullo de Springfield (conducidos por Kent Brockman y Britney Spears), se les dan premios a los ciudadanos de Springfield por sus logros o actos buenos para la comunidad. En la entrega, Kent y Britney presentan el premio para el hombre más anciano de Springfield, llamado Cornelio Chapman, un ciudadano de 108 años de edad, quien había construido la primera cabaña de troncos en la ciudad y había llevado el cepillo de dientes también al pueblo. Cuando Cornelio va a recibir el premio, Spears lo besa, lo que causa la muerte del anciano. Brockman decide entregar el premio al siguiente hombre más anciano, quien resulta ser el Sr. Burns. Luego de la entrega, Burns se da cuenta de que ya no es un joven, y decide ir con Smithers a la Clínica Mayo para chequear su estado de salud. Burns le da la oportunidad a la familia Simpson de vivir en su mansión por un tiempo para cuidarla, pero Homer la hace sufrir varios desastres. 
Un día, Homer decide dar una fiesta en la mansión, por lo que va a la taberna de Moe a comprar cervezas. Sin embargo, Moe le informa que no le podía vender alcohol hasta las dos de la tarde, ya que ese día era domingo y así lo ordenaba la ordenanza municipal. Moe, además, le dice a Homer que si iban a aguas internacionales, allí no habría ley y podrían beber todo lo que quisieran. Homer decide robarse el yate privado del Sr. Burns, e invita a Lenny, Moe, Carl y otros hombres de Springfield (incluyendo a Bart) a ir a las aguas internacionales para hacer toda clase de cosas ilegales.
En la Clínica Mayo, mientras tanto, el Sr. Burns descubre que no solo tiene todas las enfermedades existentes (incluyendo embarazo psicológico), sino que también se habían descubierto otros males en él. Sin embargo, al querer los gérmenes ingresar en el cuerpo todos al mismo tiempo, no podían hacerlo; esto le hace creer a Burns que es "indestructible", aunque en realidad, la más suave brisa podría hacer entrar a los gérmenes en su organismo.
Mientras tanto, el barco de Homer es robado por un grupo de piratas chinos, quienes planeaban llevar al barco a la isla secreta del pirata, alias Hong Kong. Los piratas encierran a todos los amigos de Homer en una red, y, más tarde, al mismo Homer, y los lanzan al mar. Sorpresivamente, la red flota, y el grupo sobrevive. La familia, finalmente, abandona la casa de Burns, luego de que Marge y Lisa limpiasen las 147 habitaciones. Cuando Burns llega a su casa, Homer le dice lo que había pasado con su barco, pero al anciano no le preocupa demasiado. 
De vuelta en su propia casa todos están felices menos Homer quien se siente desdichado al volver a su hogar común después de estar en la mansión, Marge dice que no importa tener autos lujosos o antigüedades valiosas, lo que importa era estar feliz con su hogar y con lo que uno tiene, al principio Homer parecía calmado pero no aguanta más y se descontrola gritando que quería ser rico, y comienza a criticar negativamente a los actores que aparecen en los créditos, diciendo que todos ellos eran millonarios.